# 媒人 (洪特霍斯特)
《媒人》（荷蘭語：De koppelaarster）是荷兰画家格里特·范·洪特霍斯特的一幅油画作品，绘于 1625 年，现藏于乌得勒支的中央博物馆，1951年由伦勃朗协会收购。    画作展示了卡拉瓦乔式的照明效果。